# Kamjanka (rejon gródecki)
Kamjanka (ukr. Кам'янка) – wieś na Ukrainie, w obwodzie chmielnickim, w rejonie gródeckim.